# Silueta

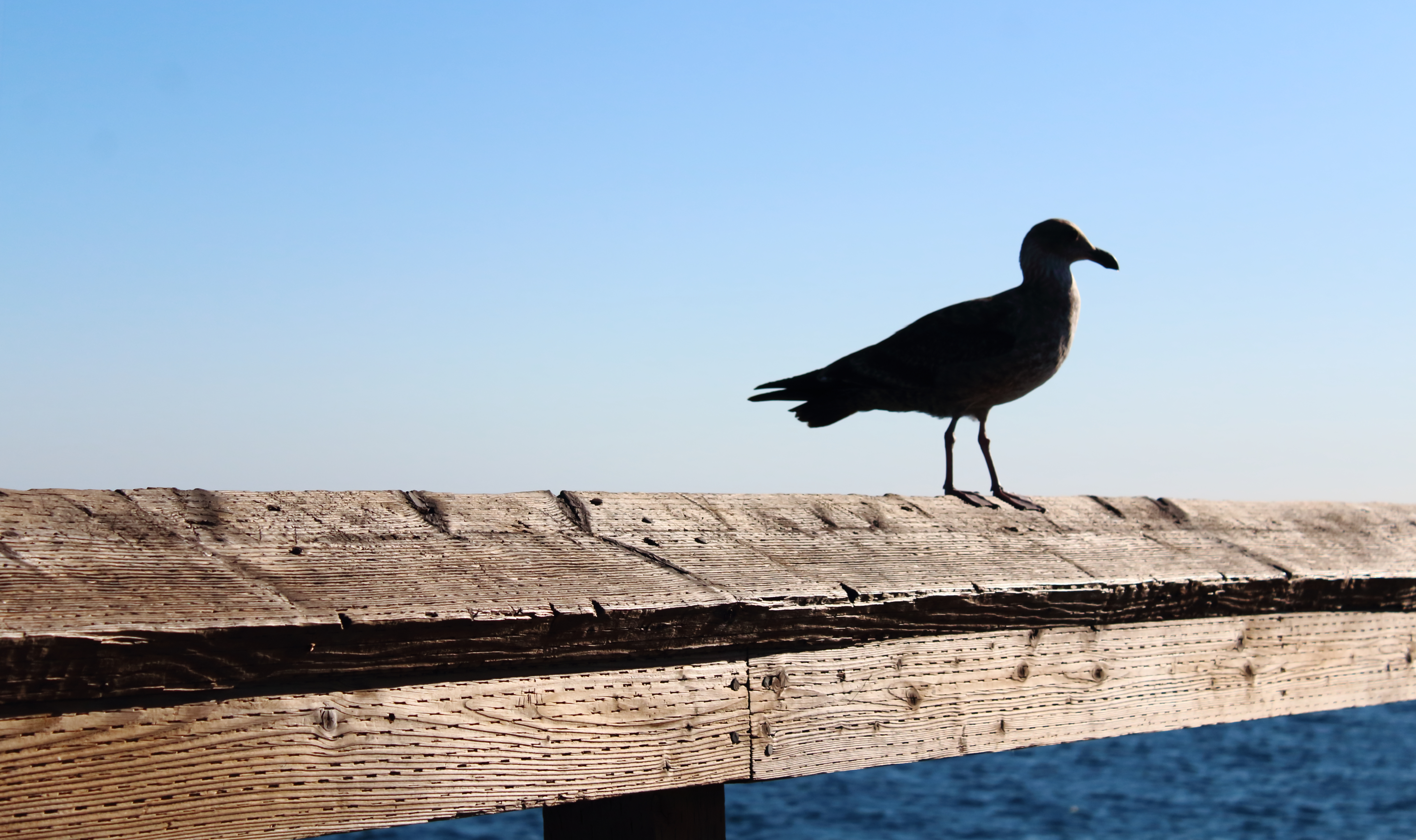
Silueta de ave en la playa de Newport, California

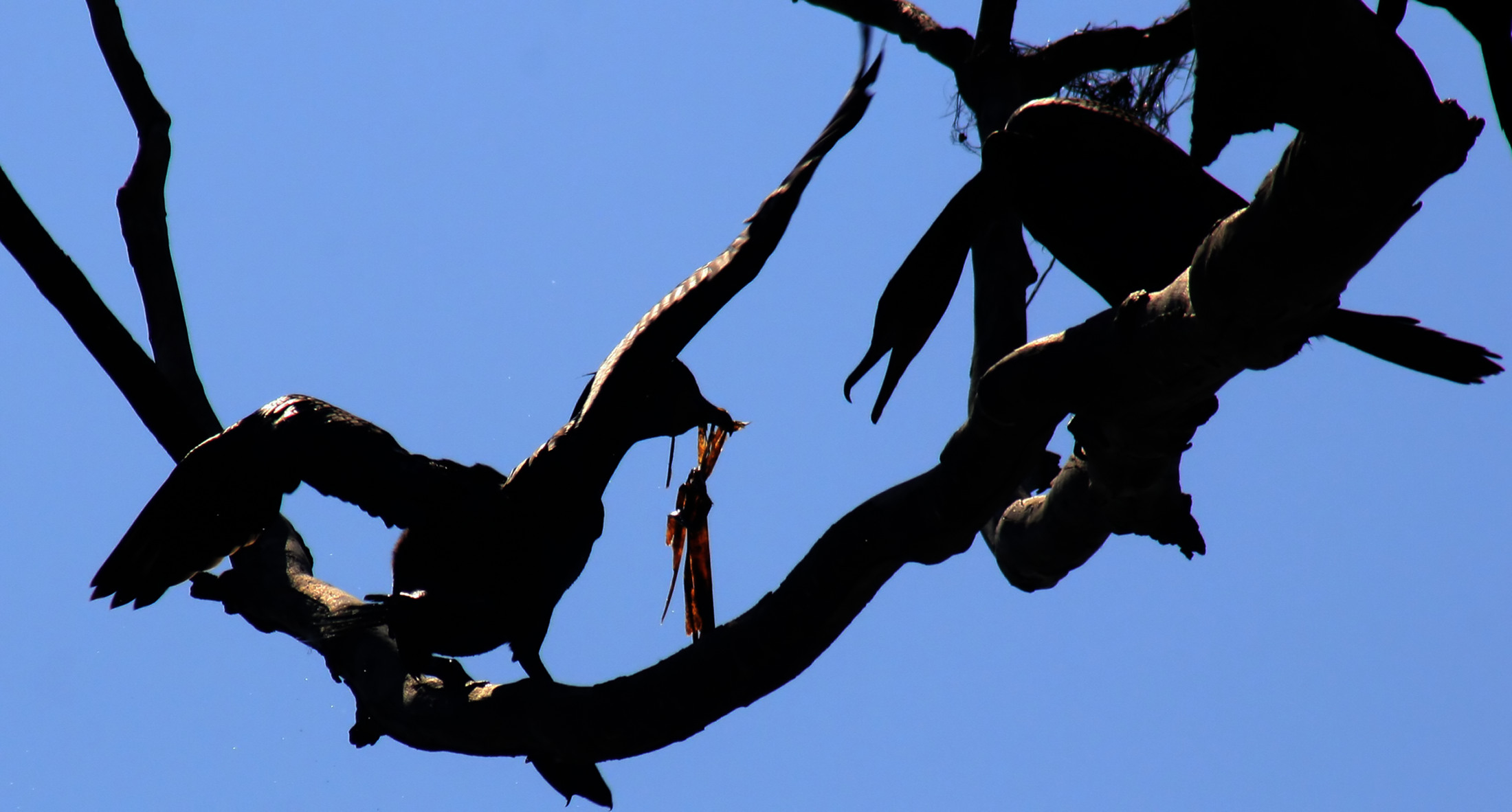
Siluetas de dos Cormoranes Orejudos.

Una silueta es una vista de cierto objeto o escena que consiste en el esquema y un interior sin rasgos distintivos, con ésta generalmente siendo negra, y por ende, una Forma que presenta a la masa de un objeto más oscuro que el fondo sobre el cual se proyecta o viceversa. Si se trata de la figura de un individuo u otro animal, se suele representar de perfil.
La palabra es un epónimo nombrado después de Étienne de Silhouette, Ministro de Hacienda de Luis XV de Francia quién en 1759 impuso demandas económicas ásperas ante la gente francesa, particularmente a las clases y círculos acaudalados, durante la Guerra de los Siete Años, tal que su nombre llegó a ser sinónimo de cualquier cosa terminada o hecha de forma barata, simple y rápida. Hay varias hipótesis que explican el origen exacto del término, entre ellas:
- Se dice que de Silhouette disfrutaba recortando retratos de siluetas en papel,[2] práctica que al hacerse popular tomó el nombre del apellido del ministro convirtiéndolo en sinónimo de estos retratos. Antes de la llegada de la fotografía, conseguir perfiles en silueta recortados en cartulina negra era la manera más barata de registrar el aspecto de una persona.
- Durante la tendencia surgente de retratos hechos a partir de sombras, ya que muchas personas no podían permitirse el poder encargar a pintores, la consejera Madame de Pompadour popularizó por un tiempo el término à la Pompadour para referirse a dichos retratos; sin embargo, debido a que también eran baratos, derivó a denominarse à la Silhouette.[3]
- En esos tiempos, los franceses llevaban des culottes à la Silhouette, que eran calzones sin bolsillos. Acto seguido, adelgazaban a una persona y trazaban a partir de ella una sombra de lo que sería su anterior yo; dichos retratos se relacionaron con el ministro.[3]

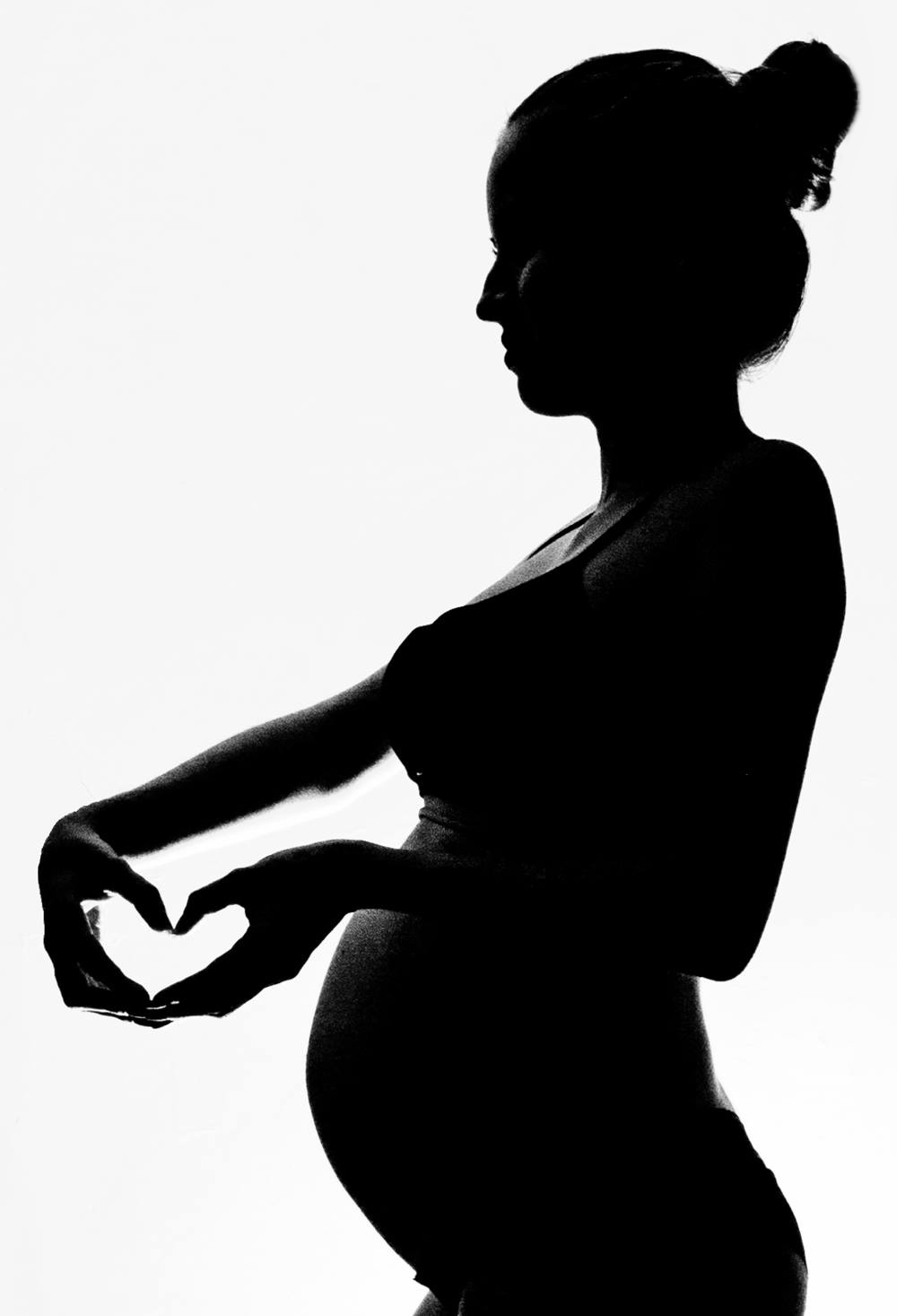
Silueta.